# BK ESO Lučenec
Pour les articles homonymes, voir BK et ESO.
Le BK ESO Lučenec est un club de basket-ball slovaque, évoluant dans la ville de Lučenec. L'équipe évolue en Extraliga soit le plus haut niveau du championnat slovaque.

## Palmarès
- Champion de Slovaquie : 2004, 2006
- Vainqueur de la Coupe de Slovaquie : 2004, 2006

## Entraîneurs successifs
- Depuis ? :  Krunoslav Krajnovic